# Derek Malas
Derek Malas (Port Vila, 10 dicembre 1983) è un calciatore e giocatore di calcio a 5 vanuatuano.

## Carriera

### Nazionale
Ha esordito in nazionale nel 2007.